# Eurytoma electa
Eurytoma electa är en stekelart som beskrevs av Crosby 1909. Eurytoma electa ingår i släktet Eurytoma och familjen kragglanssteklar.
Artens utbredningsområde är Moçambique. Inga underarter finns listade i Catalogue of Life.